# ياكوفليف ياك-18 تي
ياكوفليف ياك-18 تي (بالإنجليزية: Yakovlev Yak-18T)‏ هي طائرة تدريب كان أول طيران لها في 1967. دخلت الخدمة في 1967، صنع منها 750 طائرة.

## المستخدمون
- إيروفلوت
- القوات الجوية السوفيتية